# Виллози
Виллози (рос. Виллози) — міське селище у Ломоносовському районі Ленінградської області Російської Федерації.
Населення становить 4544 особи. Належить до муніципального утворення Виллозське міське поселення.

## Географія
Населений пункт розташований на західній околиці міста Санкт-Петербурга.

## Історія
Населений пункт розташований на історичній землі Іжорія.
Згідно із законом від 24 грудня 2004 року № 117-оз належить до муніципального утворення Виллозське міське поселення.

## Населення
| 1862 | 2002  | 2007  | 2010  | 2018  | 2019  | 2020  |
| ---- | ----- | ----- | ----- | ----- | ----- | ----- |
| 61   | ↗3064 | ↘2988 | ↗3865 | ↗4239 | ↘4227 | ↗4544 |